# Юбилейный (вагон метро)
81-722/723/724 «Юбилейный» (в честь 60-летия Петербургского метрополитена, первоначально — «О́хта») — тип электровагонов метрополитена, спроектированных и производившихся «Трансмашхолдингом» для Петербургского метрополитена с учётом опыта эксплуатации вагонов «НеВа» российско-чешского производства (ЗАО «Вагонмаш», ООО «Вагонмаш» и Škoda Transportation). Кузова вагонов «Юбилейный» конструктивно повторяют кузова вагонов 81-720/721 «Яуза». Вагоны модели 81-722 — моторные головные, 81-723 — моторные промежуточные, 81-724 — прицепные промежуточные. Его базовая (оригинальная) модель, а также модификации, имеют и/или имели тематическое оформление в салоне. У схожего с ней поезда «Балтиец» тематическое оформление, приуроченное ко Дню города, присутствует снаружи.
По состоянию на декабрь 2021 года выпущено 69 электропоездов для Петербургского метрополитена: 11 шестивагонных базовой модели, 31 восьмивагонный модификации «.1» для Кировско-Выборгской и 27 шестивагонных модификации «.3» для Невско-Василеостровской линии.
Строительство новых составов завершено. С 2022 года реализуется новый проект под названием «Smart» (позже в честь Балтийского флота был переименован в «Балтиец»). Заводское обозначение новой модели — 81-725/726/727.

## История выпуска и модификации

### 81-722/723/724
В начале 2014 года в рамках программы по обновлению подвижного состава в электродепо «Невское» Петербургского метрополитена, обслуживающее Невско-Василеостровскую линию, был объявлен конкурс на поставку 11 шестивагонных электропоездов с асинхронным тяговым приводом. До этого в рамках этой программы Петербургский завод «Вагонмаш» совместно с чешским предприятием Škoda Transportation выпустил 9 шестивагонных поездов модели 81-556/557/558 «НеВа», поэтому предполагалось, что следующая партия также будет состоять из вагонов того же типа. Однако в связи с высокой стоимостью производства данных вагонов победителем конкурса стал Октябрьский электровагоноремонтный завод (ОЭВРЗ) в составе концерна «Трансмашхолдинг», незначительно обойдя по цене ОАО «Вагонмаш» с проектом поездов «НеВа».
В рамках нового контракта постройку новых вагонов было решено наладить на Октябрьском электровагоноремонтном заводе, который ранее участвовал в конкурсе на поставку новых поездов для линии 3 в августе 2012 года и предлагал реализовать поезда модели 81-780/781 «Ладога», проигравшей по конкурсу модели «НеВа». Однако по ряду требований нового технического задания, включая ограничения по весу вагонов, вагоны типа 81-780/781 не подходили, поэтому ОАО «ОЭВРЗ» совместно с партнёром по «Трансмашхолдингу» — Мытищинским вагоностроительным заводом «Метровагонмаш» начали разработку новой модели вагонов, соответствующей требованиям техзадания. При проектировании нового поезда за основу были взяты кузова, аналогичные производившемуся с 1991 по 2004 годы типу 81-720/721 «Яуза», которые было решено оснастить обновлённым экстерьером и более современным оборудованием, максимально унифицировав комплектующие с вагонами 81-760/761. Новые вагоны получили модели 81-722 (головной моторный), 81-723 (промежуточный моторный) и 81-724 (промежуточный прицепной) и фирменное название «Охта», которое чуть позже было изменено на «Юбилейный» в честь 60-летия Петербургского метрополитена.
Первый поезд серии было решено выпустить на заводе «Метровагонмаш», после чего передать производство на ОЭВРЗ. Сборку вагонов планировалось завершить в ноябре 2014 года, однако из-за финансовых затруднений поезд был окончательно собран лишь в апреле 2015 года. В дальнейшем было начато их серийное производство, и, по состоянию на конец мая 2016 года, заводом «Метровагонмаш» были выпущены все 11 шестивагонных поездов, предусмотренных контрактом. Моторные головные вагоны 81-722 получили номера в диапазоне 22001—22022, моторные промежуточные 81-723 — 23001—23022, прицепные промежуточные 81-724 — 24001—24022. Все электропоезда с завода получили сине-чёрную цветовую схему окраски.

### 81-722.1/723.1/724.1

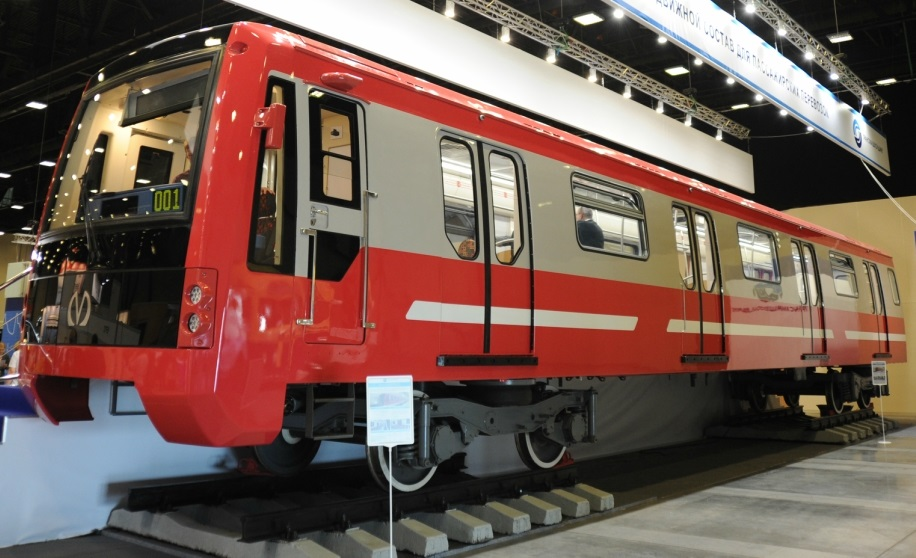
Головной вагон 81-722.1 без подвагонного оборудования на выставке

В августе 2015 года Петербургский метрополитен заключил второй контракт на поставку 20 восьмивагонных электропоездов данной модификации для обновления парка Кировско-Выборгской линии, где они должны были полностью заменить устаревшие вагоны типа Ем (до 2026 года обновление парка подвижного состава завершится новым проектом «Балтиец»). Для этой линии было решено несколько изменить конструкцию вагонов; модифицированная модель в соответствии с номером линии эксплуатации получила обозначения 81-722.1 для головных моторных, 81-723.1 — промежуточных моторных и 81-724.1 — промежуточных прицепных вагонов. Основными изменениями в конструкции новой модели стало применение небольших круглых осветительных и красных фонарей вместо вытянутых вертикальных, увеличенная высота стёкол дверей с появлением у них наклонов в нижней части, изменённая планировка и отделка салона, пневматический дверной привод заменён электрическим. Также вагоны получили новую малиново-бежевую схему окраски.
В 2016 году была начата сборка первого состава, один из вагонов в недоукомплектованном виде в период с 25 по 28 мая демонстрировался на выставке SmartTransport в выставочном центре «Экспофорум» в Петербурге. В связи со сжатыми сроками на подготовку мероприятия было решено не осуществлять монтаж подвагонного электрооборудования и автосцепок, а в качестве тележек были использованы безмоторные тележки от электропоездов модели 81-740/741 «Русич».
Все 20 новых восьмивагонных составов для Кировско-Выборгской линии планировалось изготовить и поставить в Петербургский метрополитен до 2020 года. В рамках данного контракта, головные вагоны получили диапазон номеров 22023—22062, для промежуточных моторных — 23023—23102, для промежуточных прицепных — 24023—24062.
В декабре 2016 года Петербургский метрополитен заключил ещё один контракт на поставку электропоездов модификации .1. По условиям договора, ОЭВРЗ был обязан поставить Петербургского метрополитену 5 восьмивагонных электропоездов данного типа (40 вагонов, включая 10 головных, 20 промежуточных моторных и 10 промежуточных прицепных). Стоимость подвижного состава, в соответствии с контрактом, составила 3,8 млрд руб. Поставка была продлена с января по май 2018 года, электропоезда были переданы по одному составу в месяц. В рамках этого контракта, для головных вагонов был выделен диапазон номеров 22117—22130, для промежуточных моторных — 23157—23184, для промежуточных прицепных — 24117—24130; разрыв в нумерации с первой партией из 20 поездов был обусловлен занятостью диапазонов между ними поездами модификации .3, контракт на производство которых был заключён чуть раньше (недоступная ссылка).
Первые четыре поезда данной серии были собраны в 2016 году на заводе «Метровагонмаш», с 2017 года производство поездов данного типа вёл Октябрьский электровагоноремонтный завод.

### 81-722.3/723.3/724.3

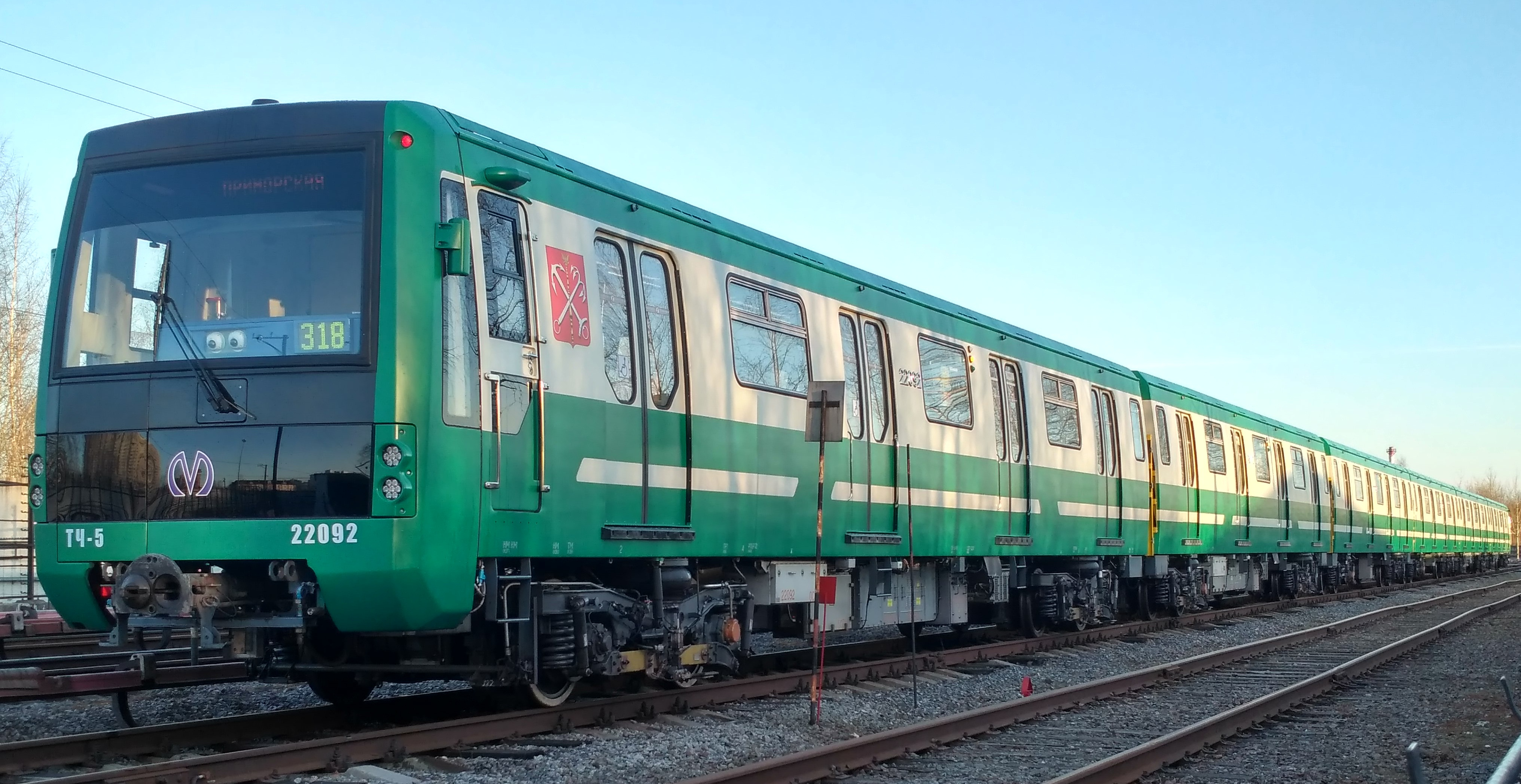
Электропоезд модификации .3 с головным вагоном 22092 на парковых путях

В сентябре 2016 года Петербургский метрополитен заключил третий контракт c ОЭВРЗ на поставку шестивагонных электропоездов модификации 81-722.3/723.3/724.3 для Невско-Василеостровской линии, в соответствии с номером эксплуатации которой — «3» — было присвоено заводское обозначение. По конструкции данные поезда аналогичны поездам модификации .1, но имеются некоторые незначительные отличия в отделке салона: добавлены дополнительные вертикальные поручни-триподы в зоне напротив входных дверей, изменена конструкция поручней и стеклянных листов по бокам от сидений, а также дублирующие огни сигнализации закрытия дверей, расположенные в салоне над дверными проёмами вагонов, усилены сигналы закрытия дверей. Также электропоезда получили зелёно-бежевую окраску под цвет третьей линии, аналогично красно-бежевым поездам модификации .1 для первой линии, а сиденья получили тёмно-синий цвет с зелёными и синими узорами. На головном вагоне 81-722.3 № 22111 ранее были установлены наддверные ЖК-экраны аналогично поездам 81-765/766/767 «Москва».
Поезда производились на двух заводах — «Метровагонмаш» и ОЭВРЗ. Всего было построено 27 составов. По условиям договора, производитель должен был поставить метрополитену все поезда модели 81-722.3/723.3/724.3 до апреля 2018 года (в 2017 году — 15 составов, в 2018 году — 12), поскольку руководство метрополитена планировало заменить ими все старые поезда типа 81-717/714 и модификации, эксплуатирующиеся на данной линии к Чемпионату мира по футболу 2018 года. Однако в итоге сборка и поставка последних поездов данной модификации завершилась в мае 2018 года. Нумерация вагонов присваивалась как продолжение номерного ряда после двадцати восьмивагонных составов модификации .1 для 1-й линии, включая невыпущенные: головные вагоны получили номера в диапазоне 22063—22116, промежуточные моторные — 23103—23156, промежуточные прицепные — 24063—24116.
Данные по выпуску вагонов семейства 81-722/723/724 «Юбилейный» базовой модели и модификаций .1 и .3 по годам приведены в таблице:
| Год выпуска          | Модификация    | Вагонов на состав | Количество составов | Количество вагонов | Количество вагонов | Количество вагонов        | Номера вагонов           | Номера вагонов            | Номера вагонов |
| Год выпуска          | Модификация    | Вагонов на состав | Количество составов | 81-722 (Мг)        | 81-723 (Мп)        | 81-724 (Пп)               | 81-722 (Мг)              | 81-723 (Мп)               | 81-724 (Пп)    |
| 2015                 | 81-722/723/724 | 6                 | 6                   | 12                 | 12                 | 12                        | 22001—22012              | 23001—23012               | 24001—24012    |
| 2016                 | 81-722/723/724 | 6                 |                     |                    |                    |                           |                          |                           |                |
| 5                    | 81-722/723/724 | 6                 | 10                  | 10                 | 10                 | 22013—22022               | 23013—23022              | 24013—24022               |                |
| 81-722.1/723.1/724.1 | 8              | 4                 | 8                   | 16                 | 8                  | 22023—22030               | 23023—23038              | 24023—24030               |                |
| 81-722.1/723.1/724.1 | 8              | 2017              |                     |                    |                    |                           |                          |                           |                |
| 81-722.1/723.1/724.1 | 8              | 2                 | 4                   | 8                  | 4                  | 22031—22034               | 23039—23046              | 24031—24034               |                |
| 81-722.3/723.3/724.3 | 6              | 17                | 34                  | 34                 | 34                 | 22063—22094, 22097—22098  | 23103—23134, 22137—22138 | 24063—24094, 24097—24098  |                |
| 81-722.3/723.3/724.3 | 6              | 2018              |                     |                    |                    |                           |                          |                           |                |
| 81-722.3/723.3/724.3 | 6              | 10                | 20                  | 20                 | 20                 | 22095—22096, 22099—22116  | 23135—23136, 23139—23156 | 24095—24096, 24099—24116  |                |
| 81-722.1/723.1/724.1 | 8              | 8                 | 16                  | 32                 | 16                 | 22035—22042, 22117—22124  | 23047—23062, 23157—23172 | 24035—24042, 24117—24124  |                |
| 81-722.1/723.1/724.1 | 8              | 2019              |                     |                    |                    |                           |                          |                           |                |
| 81-722.1/723.1/724.1 | 8              | 7                 | 14                  | 28                 | 14                 | 22043—22054, 22125, 22126 | 23063—23086, 23173—23176 | 24043—24054, 24125, 24126 |                |
| 81-722.1/723.1/724.1 | 8              | 2020              |                     |                    |                    |                           |                          |                           |                |
| 81-722.1/723.1/724.1 | 8              | 6                 | 12                  | 24                 | 12                 | 22055—22062, 22127—22130  | 23087—23102, 23177—23184 | 24055—24062, 24127—24130  |                |
| 81-722.1/723.1/724.1 | 8              | 2021              |                     |                    |                    |                           |                          |                           |                |
| 81-722.1/723.1/724.1 | 8              | 4                 | 8                   | 16                 | 8                  | 22131—22138               | 23185—23200              | 24131—24138               |                |
| Всего                |                |                   |                     |                    |                    |                           |                          |                           |                |
| 81-722/723/724       | 6              | 11                | 22                  | 22                 | 22                 | 22001—22022               | 23001—23022              | 24001—24022               |                |
| 81-722.1/723.1/724.1 | 8              | 31                | 62                  | 124                | 62                 | 22023—22062, 22117—22138  | 23023—23102, 23157—23200 | 24023—24062, 24117—24138  |                |
| 81-722.3/723.3/724.3 | 6              | 27                | 54                  | 54                 | 54                 | 22063—22116               | 23103—23156              | 24063—24116               |                |

## Общие сведения
Вагоны моделей 81-722/723/724 «Юбилейный» и их модификации предназначены для пассажирских перевозок на линиях метрополитенов с шириной колеи 1520 мм, электрифицированных боковым контактным рельсом напряжением 750 В постоянного тока. Поезда могут эксплуатироваться как на подземных, так и на наземных участках линий (последних в Петербургском метрополитене нет) с максимально допустимой АЛС-АРС скоростью движения 80 км/ч. Кузов вагонов «Юбилейный» конструктивно повторяет вагоны 81-720/721 «Яуза», также применяется современное оборудование и отделка аналогично применяемым в модели 81-760/761 «Ока» с применением в экстерьере обновлённой маски, и нового интерьера, а по дизайну во многом схожи с вагонами типа 81-556/557/558 «НеВа». Выпускались в трёх модификациях — базовой и .1 и .3, при этом обе модификации практически не отличаются друг от друга, а от базовой модели незначительно отличаются по конструкции лобовой части и оснащению пассажирского салона.

### Составность
Электропоезда моделей 81-722/723/724 , 81-722.1/723.1/724.1 и 81-722.3/723.3/724.3 формируются из вагонов трёх типов:
- головной моторный с кабиной управления (Мг, модель 81-722);
- промежуточный моторный (Мп, модель 81-723);
- промежуточный прицепной (Пп, модель 81-724).

Базовое количество вагонов в составе — 6 или 8, включая 2 головных, 2 или 4 промежуточных моторных и 2 промежуточных прицепных (Мг—Мп—Пп—Пп—Мп—Мг или Мг—Мп—Пп—Мп—Мп—Пп—Мп—Мг). Все поезда основной модели и модификации .3 для Невско-Василеостровской линии выпускаются в шестивагонной составности, а поезда модификации .1 для Кировско-Выборгской линии — в восьмивагонной. По сравнению с поездами базовой модели 81-720/721 «Яуза», у новых поездов в составе имеются прицепные вагоны за счёт использования более мощных асинхронных тяговых электродвигателей.

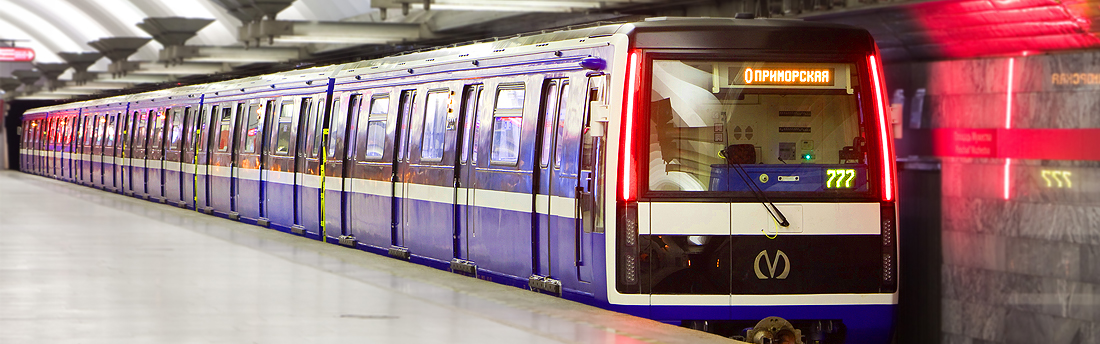
Электропоезд 81-722/723/724 отправляется от станции «Площадь Мужества»

### Нумерация и маркировка
Система нумерации и маркировки вагонов 81-722/723/724 и модификаций в целом аналогична применяемой для всех вагонов метро российского производства и осуществляется только повагонно, без присвоения номеров составам. Заводской (цифровой) индекс модели на вагонах не обозначается, его можно увидеть только на табличках завода-изготовителя в салонах вагонов. Номера наносятся по бокам корпуса всех вагонов и на лобовой части головных вагонов спереди. Обозначение типа на корпусах вагонов не маркируется, и его можно увидеть только на табличках завода-изготовителя в салонах вагонов.
Вагоны получают номера из пяти цифр по возрастанию в процессе выпуска, для каждого вида вагонов отведён свой диапазон номеров. Головные моторные вагоны получают номера вида 22xxx, промежуточные моторные — 23xxx, промежуточные безмоторные — 24xxx, начиная с 22001, 23001 и 24001 соответственно. Нумерация вагонов модификаций .1 и .3 является общей с вагонами базовой модели и продолжает их номерной ряд по возрастанию.
На лобовой части головных вагонов в нижней зоне слева краской белого цвета наносится обозначение депо приписки в формате ТЧ-N (тяговая часть), где вместо N указан номер депо в метрополитене приписки, например ТЧ-1, а справа — номер вагона. У составов базовой модели обозначение депо и номер маркируется на уровне нижней части буферных фонарей на чёрном фоне, у составов модификаций .1 и .3 — ниже, на уровне красной полосы.
На боковых стенках вагонов номера наносятся между вторым дверным проёмом и центральным окном салона по обоим бортам, считая от передней части вагона (у головных вагонов передней считается сторона с кабиной машиниста). Номера составляются из серебристых металлических цифр, наложенных поверх кузова.

### Технические характеристики
Основные технические характеристики вагонов 81-722/723/724:
| Параметр                                 | Состав                 | Состав                 | Вагон                  | Вагон                  | Вагон       |
| Параметр                                 | 6 вагонов              | 8 вагонов              | 81-722 (Мг)            | 81-723 (Мп)            | 81-724 (Пп) |
| Осевая формула                           | см. данные вагонов     | см. данные вагонов     | 20—20                  | 20—20                  | 2—2         |
| Размеры                                  |                        |                        |                        |                        |             |
| Длина по осям автосцепок, мм             | 116 840                | 155 260                | 20 000                 | 19 210                 | 19 210      |
| Ширина, мм                               | 2700                   | 2700                   | 2700                   | 2700                   | 2700        |
| Высота, мм                               | 3644                   | 3644                   | 3644                   | 3644                   | 3644        |
| Диаметр колёс, мм                        | 860                    | 860                    | 860                    | 860                    | 860         |
| Ширина колеи, мм                         | 1520                   | 1520                   | 1520                   | 1520                   | 1520        |
| Пассажировместимость                     |                        |                        |                        |                        |             |
| Общая вместимость, чел.                  | 1594                   | 2138                   | 253                    | 272                    | 272         |
| Число сидячих мест                       | 248                    | 336                    | 36                     | 44                     | 44          |
| Тягово-энергетические характеристики     |                        |                        |                        |                        |             |
| Напряжение и род тока                    | 750 В постоянного тока | 750 В постоянного тока | 750 В постоянного тока | 750 В постоянного тока | —           |
| Мощность двигателей, кВт                 | 2720 (4×4×170)         | 4080 (6×4×170)         | 680 (4×170)            | 680 (4×170)            | —           |
| Конструкционная скорость, км/ч           | 90                     | 90                     | 90                     | 90                     | 90          |
| Максимальное ускорение при разгоне, м/с² | 1,2                    | 1,2                    | 1,2                    | 1,2                    | 1,2         |

## Конструкция

### Механическое оборудование

#### Кузов

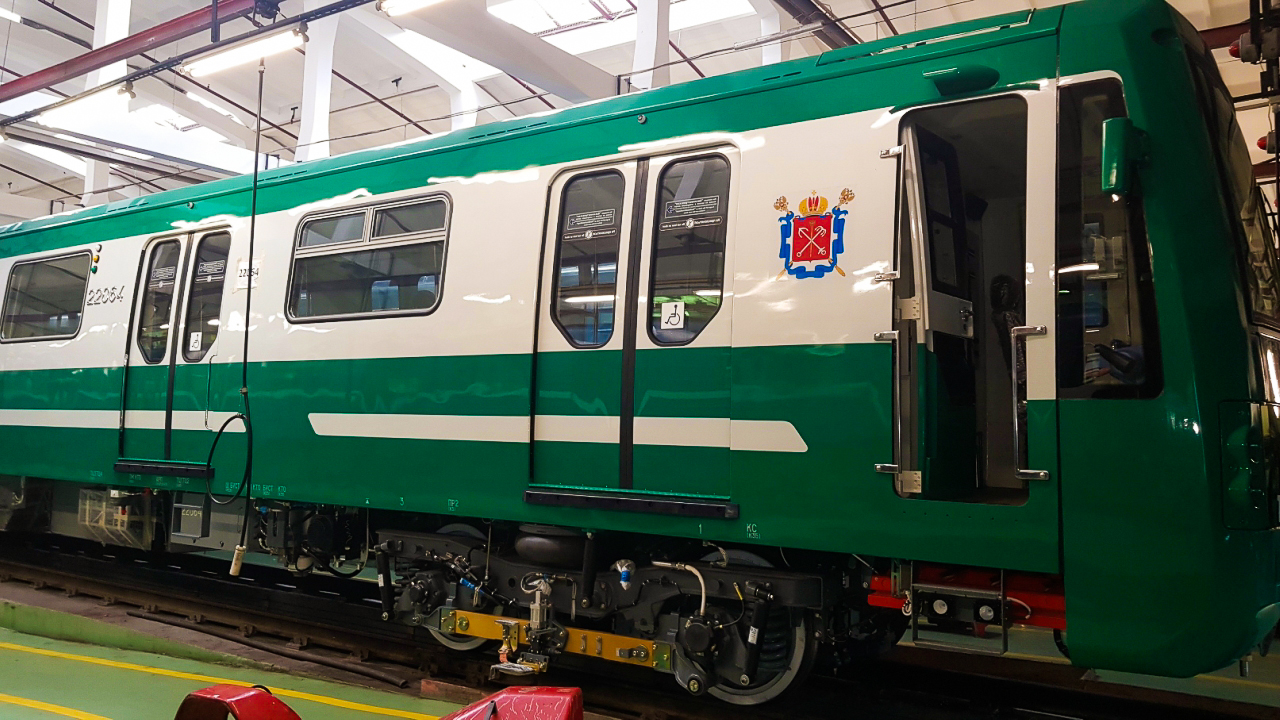
Передняя половина правого борта головного вагона 81-722.3

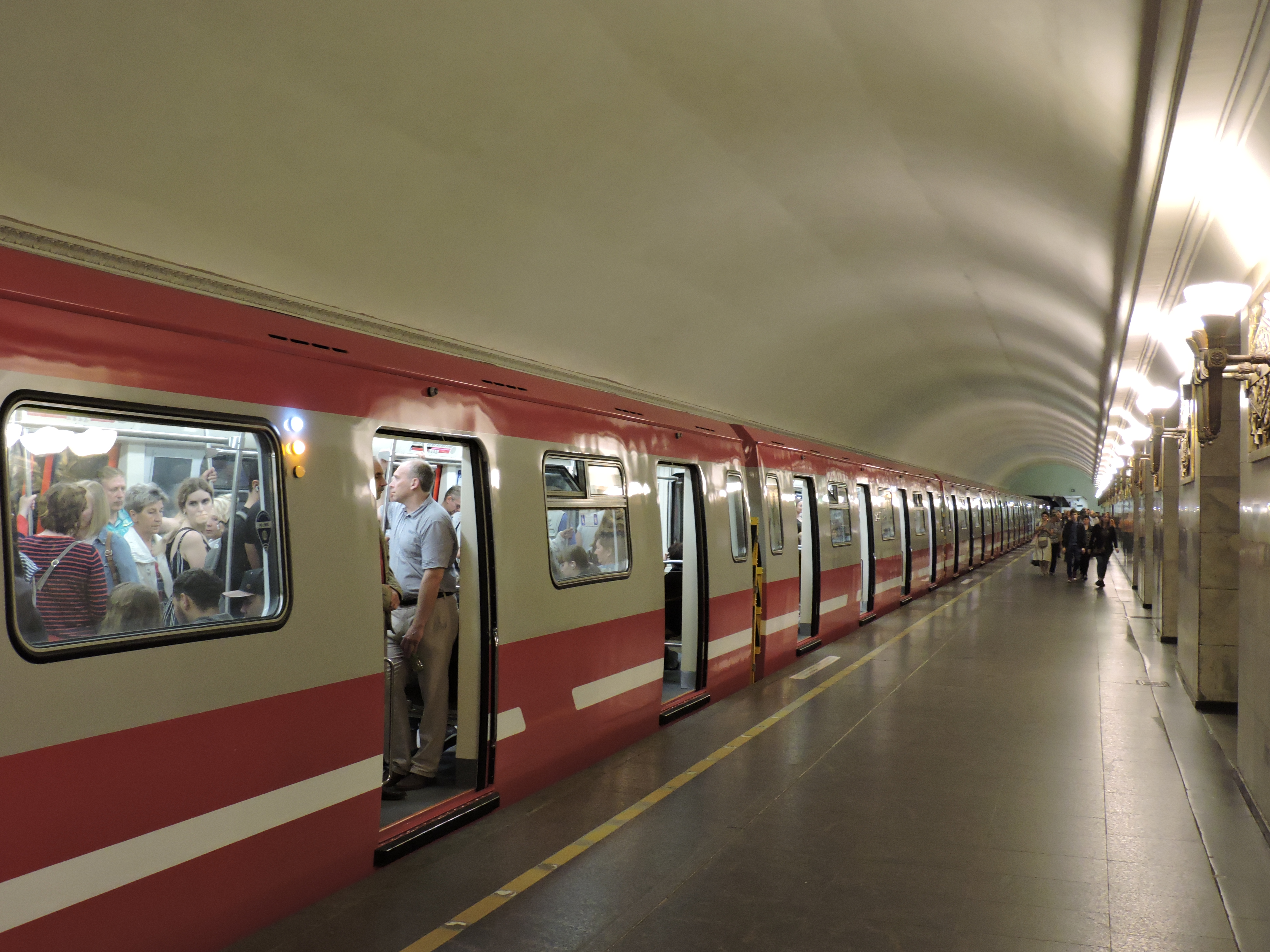
Вагоны моделей 81-722.1/723.1/724.1 в малиново-бежевой окраске

Кузова вагонов 81-722/723/724 «Юбилейный» цельнометаллические, выполненные из сварной конструкции с несущей наружной обшивкой из нержавеющей стали. По форме они аналогичны кузовам вагонов базовой модели 81-720/721, но отличаются от них маской головных вагонов и схемой окраски. Рама кузова изготавливается из низколегированной стали повышенной прочности. По торцам рамы расположены автосцепки Шарфенберга. Длина головного и промежуточного вагонов «Юбилейный», как и у «Яузы», составляют соответственно 20 000 и 19 210 мм, ширина — 2700 мм, высота — 3644 мм. Первоначально техническим заданием между вагонами предусматривалось наличие сквозного (свободного, межвагонного) прохода и кондиционера в пассажирском салоне, помимо его присутствия в кабине машиниста.
Цветовая схема окраски вагонов 81-722/723/724 схожа с цветовой схемой вагонов «НеВа» — основные цвета — синий и чёрный, дополнительный — белый. У вагонов 81-722.1/723.1/724.1 применяется новая малиново-бежевая окраска, а у 81-722.3/723.3/724.3 — зелёно-бежевая.
Основным отличием лобовой части головных вагонов нового типа являются изменённая форма лобового стекла, расположения фар и отсутствие выступающей передней панели на уровне пульта машиниста. По сравнению с оригинальными «Яузами», лобовое стекло которых занимало всю высоту кабины до пола, но при этом по ширине находилось только в её левой и средней части, у новых вагонов лобовое стекло уменьшено по высоте до уровня пульта машиниста и расширено во всю ширину кабины. В правой части кабины на уровне ниже лобового стекла находится откидной аварийный выход с выдвижной лестницей.
Светосигнальные приборы на кабине представляют собой вертикальные расположенные по краям лобовой части головного вагона светодиодные светильники. Снизу с каждой стороны расположены по две световые белые фары друг над другом, сгруппированные в единый блок, а сверху — по одной красной фаре для обозначения хвоста поезда. У поездов 81-722/723/724 фары имеют форму вертикально вытянутых трапеции близкой к прямоугольной, при этом осветительные фары белого цвета занимают по высоте пространство от пола до низа лобового стекла, а фары красных хвостовых огней — всю высоту стекла. У поездов модификаций .1 и .3 фары выполнены в виде небольших круглых светильников, внешне схожих со светильниками у электропоездов НеВа, и значительно меньше по размеру — белые световые фары также расположены ниже уровня стекла, а красные хвостовые находятся в верхних углах лобовой части над стеклом.
По бокам кабины в верхней части имеются видеокамеры контроля дверей, а на уровне подножек расположены световые приборы контроля открытия дверей, используемые для контроля совмещения дверей поезда с раздвижными дверями станции на станциях закрытого типа («горизонтальный лифт»), расположенных на Невско-Василеостровской и Московско-Петроградской линиях.
По бокам кузовов также имеется световая индикация, состоящая из трёх бортовых ламп: белого, жёлтого и зелёного цветов. Включение лампы белого цвета означает, что двери открыты, её выключение — двери закрыты. Жёлтая лампа включается при остановке вагона пневматическим или стояночным (ручным) тормозом. Зелёная лампа включается гораздо реже остальных. Она означает, что сработал быстродействующий выключатель (на вагонах с реостатно-контактнорной системой управления — реле перегрузки) — система защиты силовой цепи в случае её замыкания для предотвращения чрезмерных нагрузок. Показания всех трёх ламп дублируются в кабине машиниста.

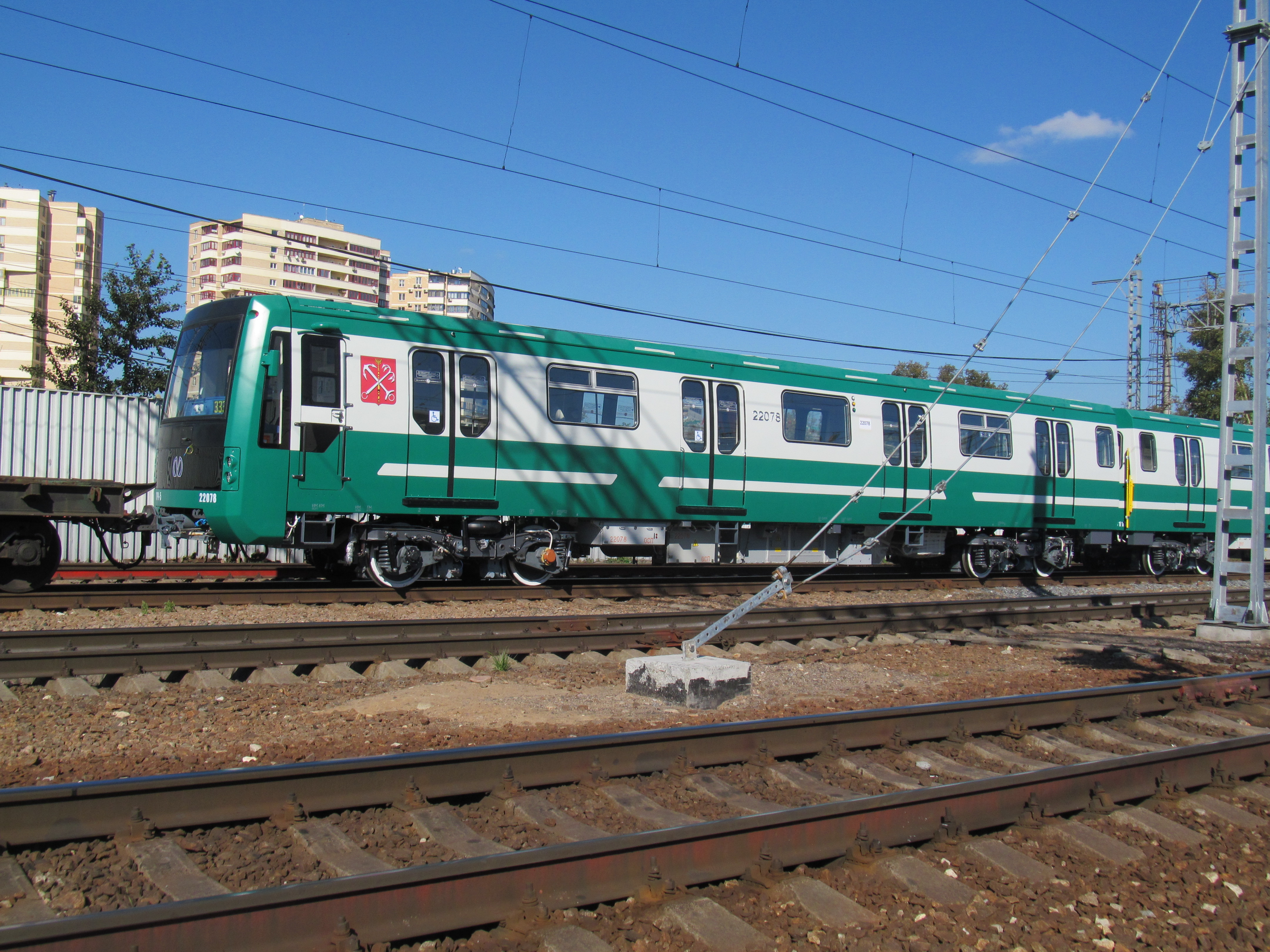
Вагон 81-722.3 (Мг) № 22078
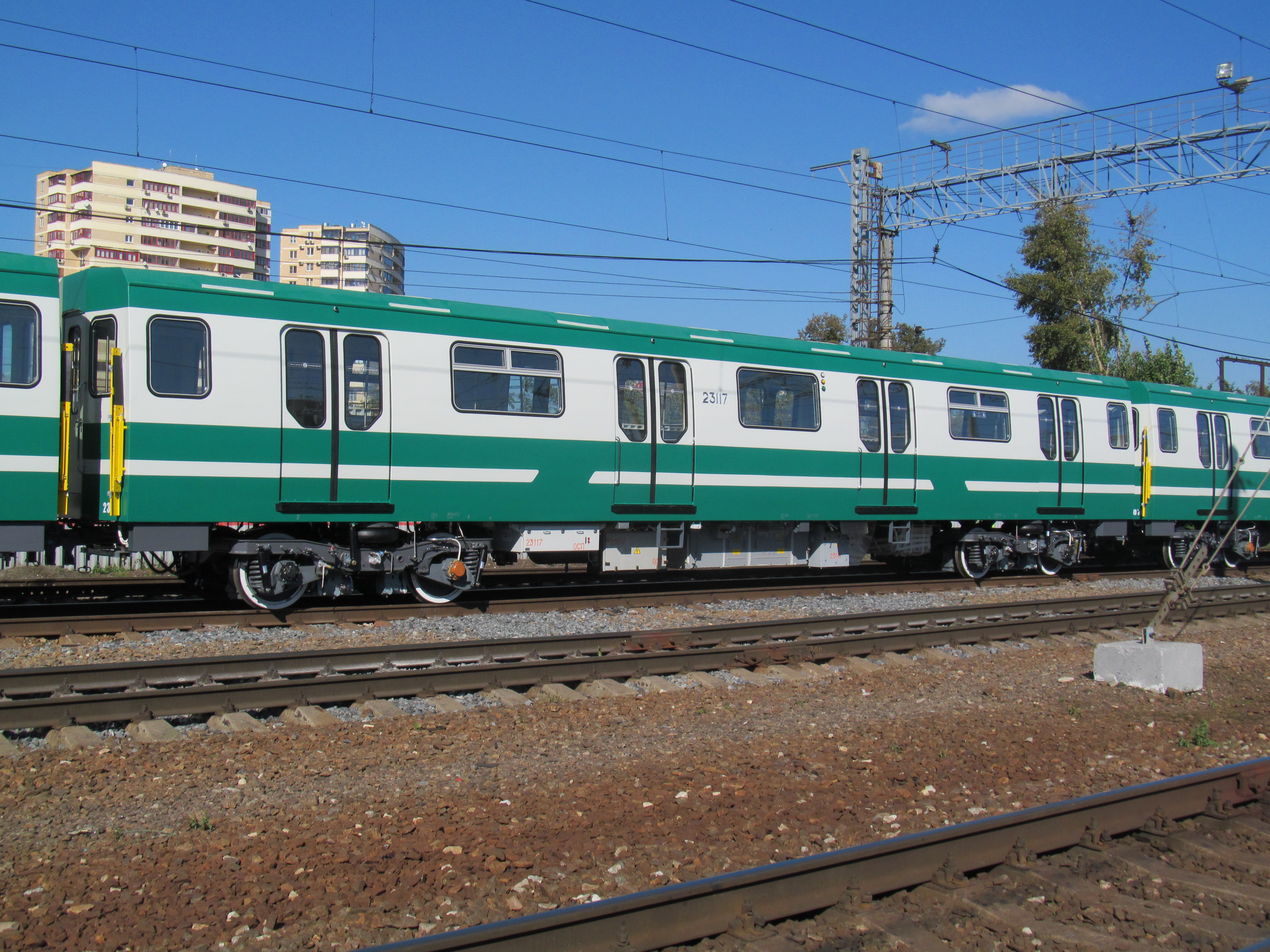
Вагон 81-723.3 (Мп) № 23117
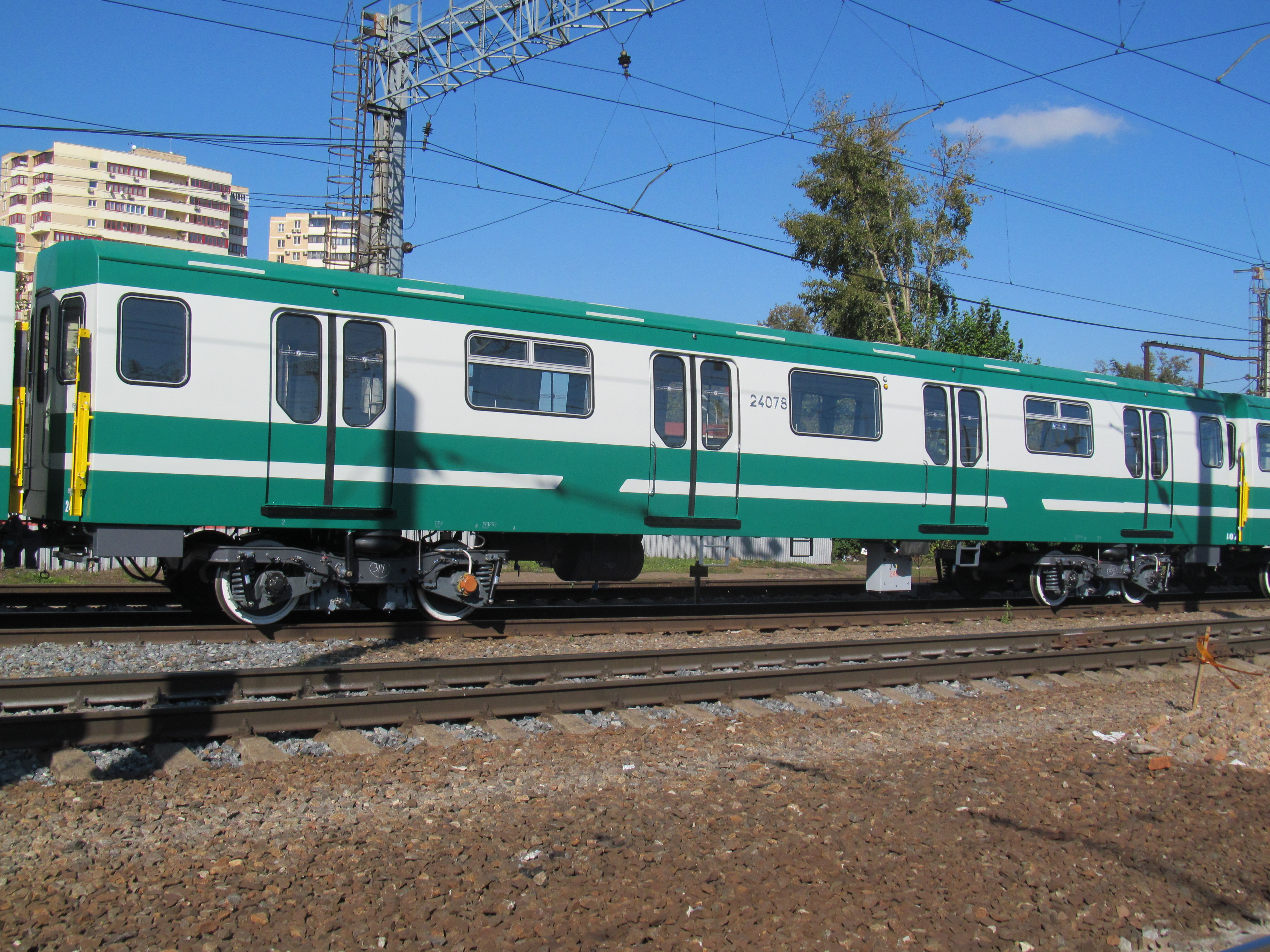
Вагон 81-724.3 (Пп) № 24078

##### Двери
Каждый вагон оборудован четырьмя автоматическими двустворчатыми раздвижными дверьми с пневматическим (81-722/723/724) или электрическим (81-722.1/723.1/724.1) приводом, рассчитанными на высокие платформы. Двери оборудованы окнами, которые у поездов 81-722/723/724 по высоте аналогичны окнам салона, а у 81-722.1/723.1/724.1 удлинены вниз со стороны центра дверного проёма и имеют наклонные скосы. Расстояние между дверями аналогично расстоянию у большинства российских метровагонов, что позволяет поездам эксплуатироваться на станциях закрытого типа.
Для предотвращения зажатия и травмирования пассажиров двери оснащены устройством замедления движения в конце хода и механической фиксации в положении «закрыто». Над каждым дверным проёмом с внешней и внутренней стороны вагона установлены световой и звуковой индикаторы, включающиеся перед закрытием дверей и непосредственно при закрытии. Для уменьшения зазора между вагоном и платформой с целью предотвращения падения людей в это пространство дверные проемы оборудованы порогами, которые при необходимости могут быть легко сняты.
Двери кабины машиниста одностворчатые, открываются вручную поворотом вовнутрь вагона и также расположены с двух сторон головного вагона.

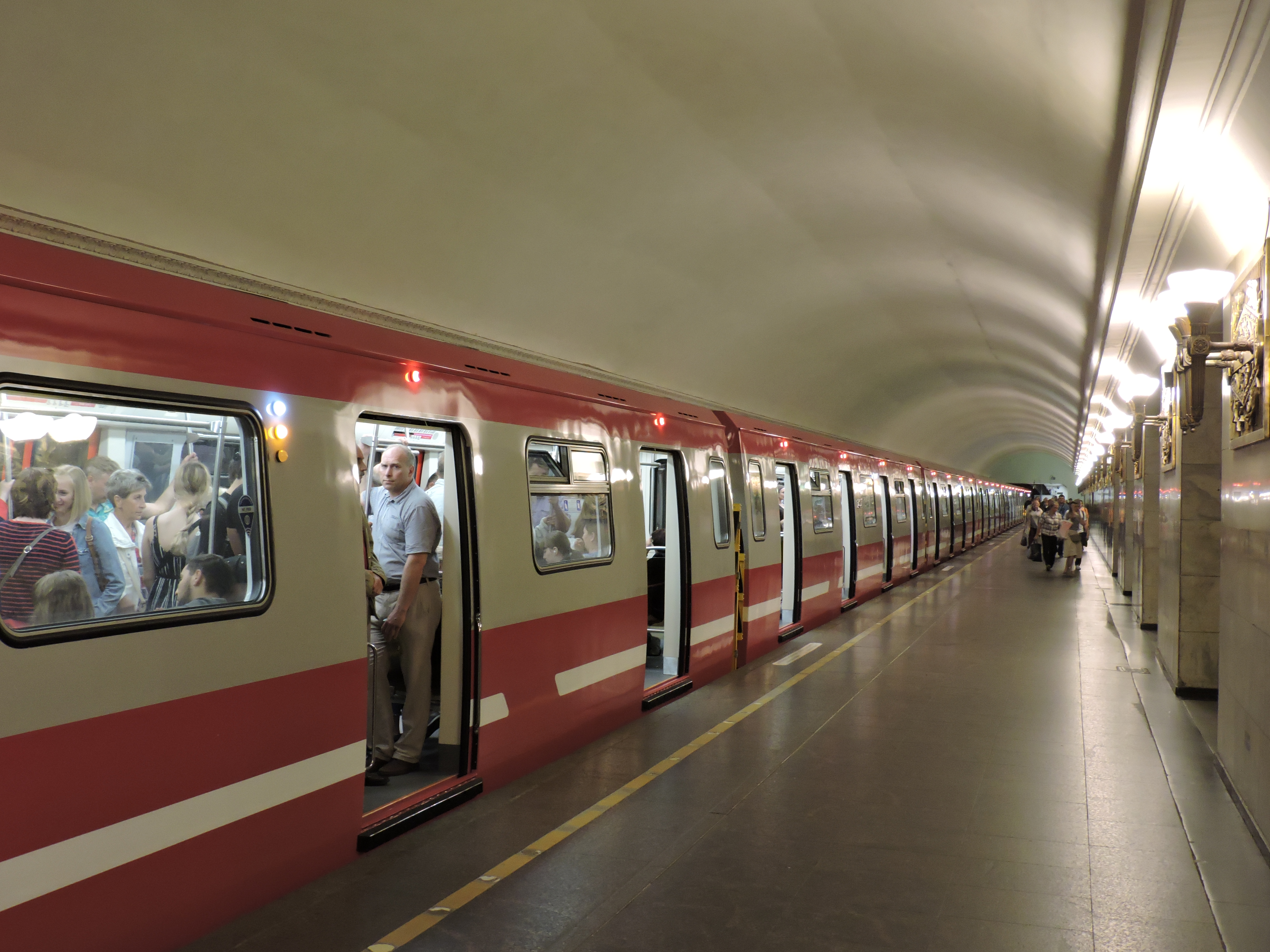
Замигали красные огни синхронно со звуковым сигналом — «Осторожно, двери закрываются!»

#### Тележки

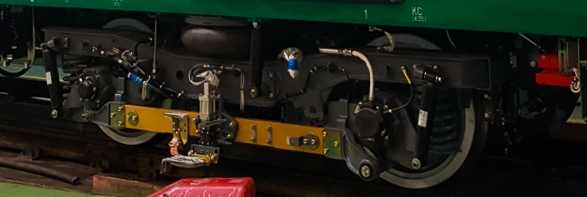
Передняя тележка головного вагона 81-722.3

Каждый вагон электропоезда опирается на две двухосные тележки с двухступенчатым пружинно-пневматическим рессорным подвешиванием.
Рессорное подвешивание — двухступенчатое пружинно-пневматическое. В первой буксовой ступени рама тележки опирается на буксы через цилиндрические витые пружины по одной на каждую буксу со стороны края тележки, а со стороны центра тележки подвешивается с помощью балансиров. Каждая пружина дублируется гидравлическим демпфером (гасителем колебаний), расположенном по бокам от пружин. К балансирам на моторных тележках крепится рейка-изолятор, к середине которой сбоку закреплен рельсовый токоприёмник. Во второй ступени кузов опирается на раму тележки через две пневморессоры с адаптивным подвешиванием, расположенные по её краям. Справа от каждой пневморессоры между кузовом и рамой тележки имеется по одному гидродемпферу.
На вагонах 81-722 и 81-723 всех модификаций устанавливаются моторные тележки, на вагонах 81-724 — безмоторные тележки с электропневматическим торможением. На моторных тележках установлено два тяговых электродвигателя, каждый из который имеет индивидуальный привод на каждую ось через свой редуктор. Колёсные пары тележек состоят из оси, двух колёс, двух букс и редукторного узла на моторных тележках.

### Электрооборудование
Основная часть силового и тягового электрооборудования, включая тяговые инверторы, расположена в подвагонном пространстве. Часть тягового и вспомогательного оборудования размещена под прицепными вагонами, что позволяет оптимизировать количество оборудования и массу вагонов.
Питание поезда осуществляется от нижнего бокового контактного рельса напряжением 750 В постоянного тока с помощью двух токоприёмников, закреплённых по бокам с каждой стороны вагонных тележек.
На каждой тележке моторных вагонов установлено два асинхронных тяговых электродвигателя производства японской компании Hitachi номинальной мощностью 170 кВт каждый. В конструкции тягового привода применены новые компоновочные решения, которые совместно с использованием современной элементной базы позволили существенно уменьшить размеры и вес контейнера тягового инвертора и улучшить его эксплуатационные характеристики.

### Интерьер

#### Пассажирский салон
Салон вагонов конструктивно схож с салоном «Яузы», но отличается от него расположением и конструкцией сидений, цветовой схемой отделки, формой поручней и вентиляционных решёток.
Пассажирский салон вагонов 81-722/723/724 оборудован четырьмя парными автоматическими раздвижными дверями с каждой стороны, между которыми продольно расположено по 6 сидений для пассажиров (всего 36 сидячих мест), 4 крайних места основной группы, расположенные у автоматических дверей вблизи торцов являются откидными. Кроме основных сидений в проёмах между дверями, у промежуточных вагонов в отличие от «Яузы» также имеется 8 откидных сидений в торцевых частях вагонов (по два сиденья с каждой стороны от прохода каждого торца). В задней торцевой части салона головных вагонов сидячие места отсутствуют для обеспечения большей вместимости в часы пик и возможности размещения инвалидных колясок. Общее число сидячих мест в промежуточном вагоне составляет 44, а в головном — 36, откидными являются все крайние сиденья основной группы между дверями (4 штуки) и торцевые.
У головных вагонов модели 81-722.1 планировка мест была изменена — в задней торцевой части вместо накопительных площадок для стоячих пассажиров со спинками для инвалидных колясок с каждой стороны размещено по два откидных сиденья по аналогии с промежуточными вагонами, а сами спинки для инвалидов перенесены в переднюю часть салона в проём между первой и второй дверями. В этом проёме с каждой стороны вместо шестиместных диванов по краям были установлены две пары двухместных откидных сидений, а в центре — накопительные площадки для стоячих пассажиров со спинками для инвалидных колясок. В общей сложности в головном вагоне осталось 36 сидячих мест, но количество откидных увеличилось с 4 до 12.
В отделке салона применены вандалостойкие материалы, позволяющие легко отмывать краску специальными средствами на основе слабощелочных растворов на водной основе и восстанавливать мелкие повреждения. Цветовая гамма салона электропоездов 81-722/723/724 оформлена следующим образом: стены салона имеют белый цвет, двери — серебристый, сиденья — синий. У части поездов стены, потолок и окна салона были обклеены красочными цветными аппликациями на тему архитектуры станций Санкт-Петербургского метрополитена, исторических зданий и памятников самого города. У салона поездов 81-722.1/723.1/724.1 двери имеют красный цвет, а сиденья — тёмно-серый с жёлтыми и красными узорами.
Потолок в салоне имеет плоскую форму и состоит из ряда стальных панелей. По центру над проходом размещены выступающие из потолка решётки вентиляционных агрегатов, а по бокам от них вдоль салона две линии светодиодных светильников по одной с каждой стороны, применение которых в сравнении с люминесцентными светильниками на «Яузах» позволяет снизить энергопотребление. Решётки вентиляторов в потолке салона, в отличие от «Яузы», имеют не округлую, а квадратную форму), кроме того к потолку прикреплены дополнительные поручни дугообразной формы. Поручни в салоне изготовлены из сатинированной нержавеющей стали.
В обоих торцах промежуточных вагонов и в противоположных кабинам торцах головных размещены электронные табло типа, отображающие названия текущей либо следующей станции и выводящие прочую информацию (во время движения поезда информация на табло не выводится). Над дверьми установлено линейное электронное табло маршрута движения поезда.

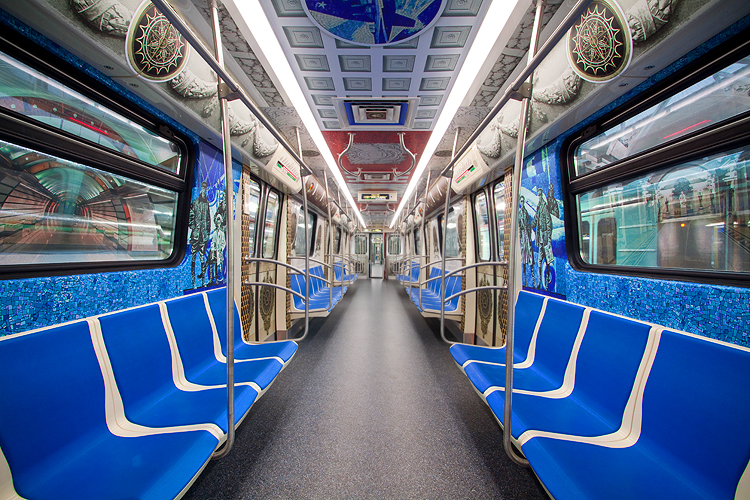
Салон, оформленный в стиле отделки станций
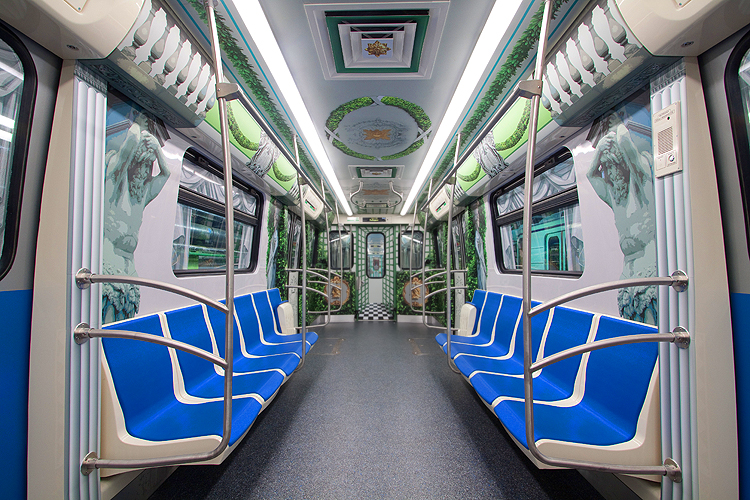
Салон головного вагона сзади
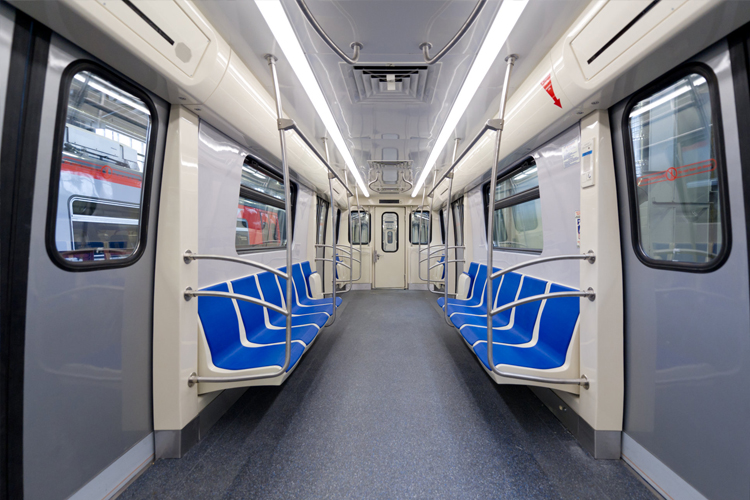
Салон без оформления
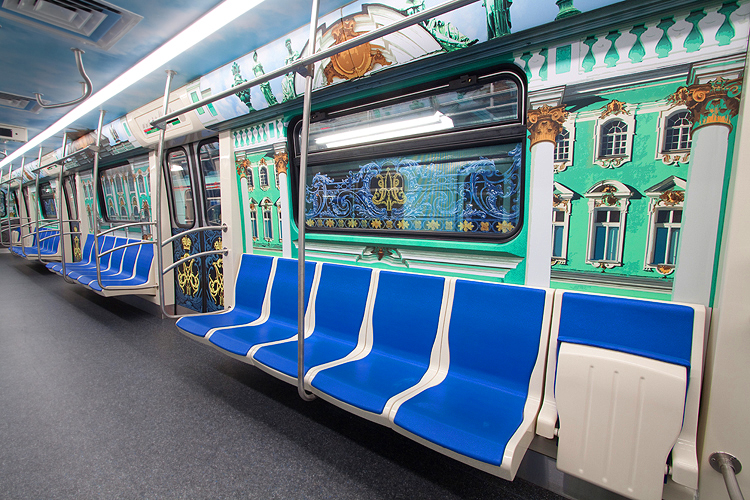
Основной шестиместный блок сидений
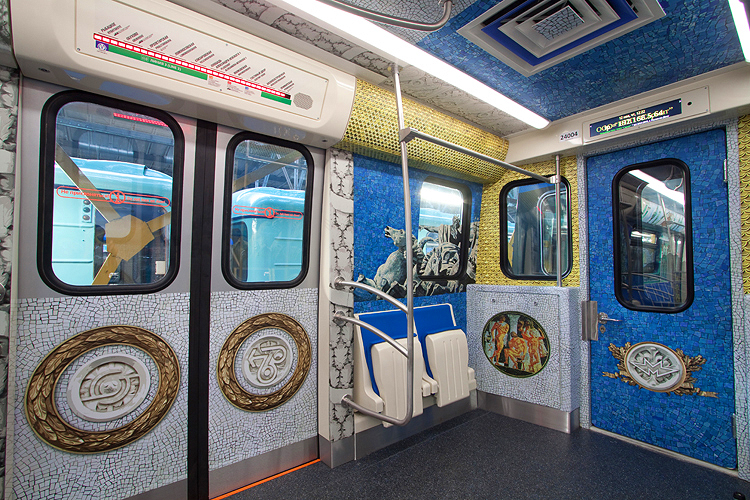
Торцевая часть с парными откидными сиденьями
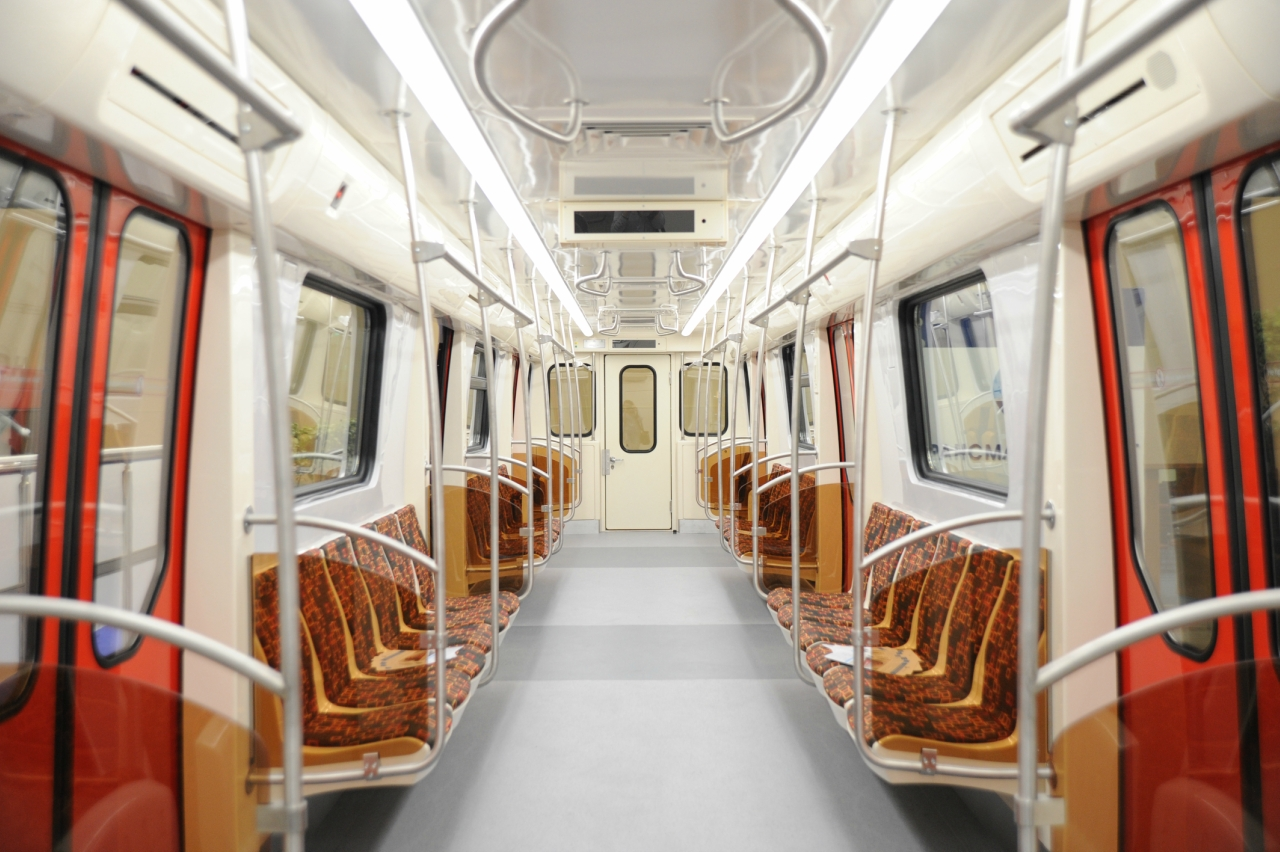
Салон головного вагона 81-722.1
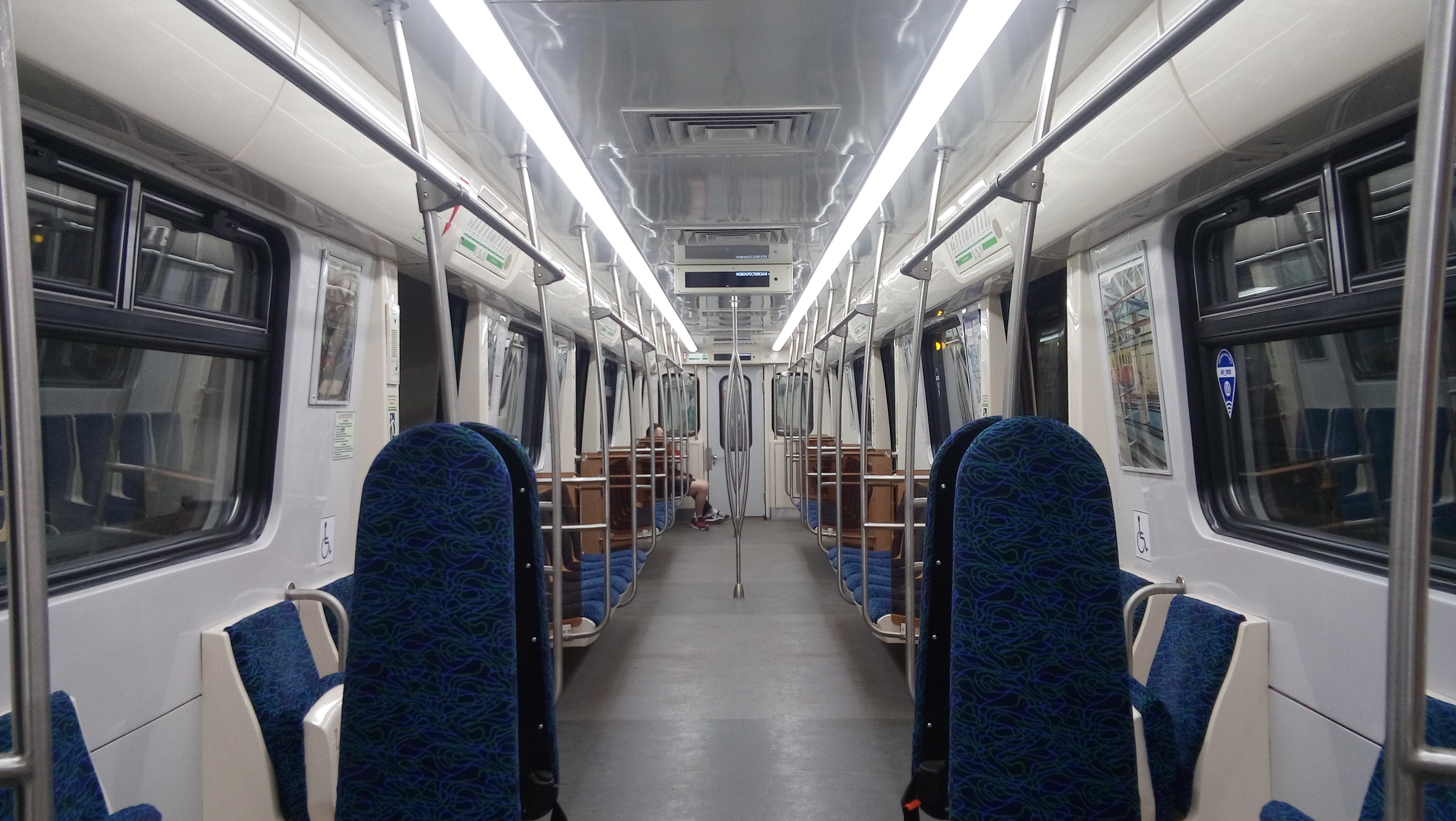
Салон головного вагона 81-722.3
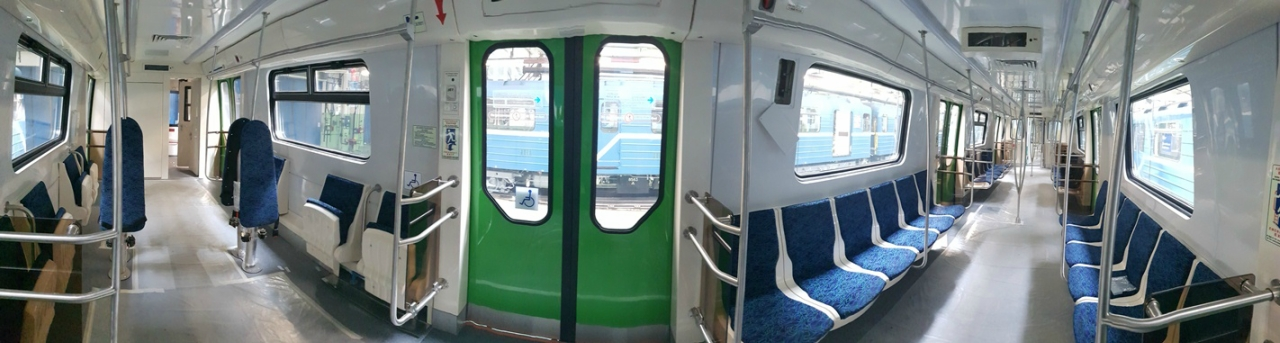
Панорама салона вагона 81-722.3

#### Кабина машиниста

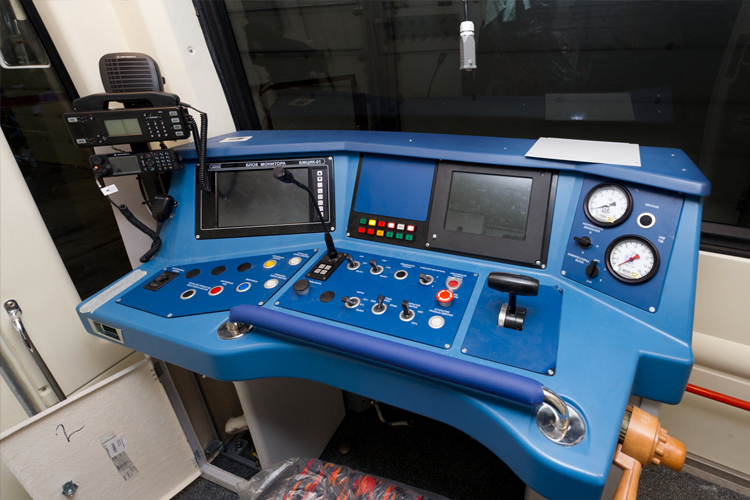
Пульт управления в кабине машиниста

Пульт управления и кресло в кабине машиниста, как и у вагонов Яуза, расположен в левой части, однако окрашен в синий цвет и оснащён мониторами и органами управления, по внешнему виду схожими с таковыми у вагонов типа «НеВа». Все основные приборы, включая контроллер, тормозной кран, кнопки управления системами вагона, мониторы контроля параметров и радиостанция размещены в зоне оперативного доступа машиниста. Контроллер имеет новый бесступенчатый принцип управления тягой и торможением поезда, что позволяет машинисту плавно задавать величины тяговых моментов и тормозных усилий. В кабине имеется двухуровневая микропроцессорная система управления, безопасности и диагностики.
Для обеспечения комфортных условий работы машиниста в кабине имеются кресло с вибропоглощением и пневморегулированием высоты, противосолнечный защитный экран (при работе на наземных участках) и климатическая установка, которая обеспечивает вентиляцию, кондиционирование и отопление. Сверху перед лобовым стеклом в кабине размещено электронное табло маршрутного указателя, на котором показывается номер маршрута и станция назначения.
Проход из кабины в салон находится с правой стороны кабины напротив аварийной двери в лобовой части кабины. Перед задней стенкой кабины за креслом машиниста расположен аппаратный отсек. В нём находится стойка с блоками системы управления безопасности и диагностики «Витязь СП», цифровой информационной системой с интегрированной системой видеонаблюдения салона, а также вспомогательным пультом и панелями вагонной и поездной защиты.

## Испытания и эксплуатация

### 81-722/723/724
В конце апреля 2015 года первый шестивагонный электропоезд в конфигурации 22002—23002—24002—24001—23001—22001 был передан для приёмочных испытаний в ТЧ-1 «Автово» Петербургского метрополитена и вскоре поступил для прохождения испытаний в депо ТЧ-6 «Выборгское». После завершения испытаний первый состав был передан для пассажирской эксплуатации в ТЧ-5 «Невское», куда поступили и все последующие 10 поездов данной модели.
Эксплуатация электропоездов «Юбилейный» с пассажирами была неудачно начата в ноябре 2015 года. Были выявлены проблемы со светильником открытия станционных дверей (СОСДом)— на станциях закрытого типа они могли открываться ещё до прибытия поезда, либо вообще не закрываться (в таком случае, автоматика вообще не позволила бы повести поезд далее по линии). Были зафиксированы случаи автоматического отключения управления составом, что приводило к резким остановкам. Это происходило из-за несанкционированного открытия торцевых дверей вагонов.
В 2020 году состоялась передача шести электропоездов данной модели из ТЧ-5 «Невское» в ТЧ-6 «Выборгское» для пассажирской эксплуатации на Московско-Петроградской линии, что было связано с увеличением количества вагонов на Правобережной и Фрунзенско-Приморской линиях до семи и восьми соответственно, вызванное передачей части вагонов 81-717/714 и 81-540/541 для вновь удлиняемых составов, а также в качестве частичной замены списываемых вагонов 81-717/714 ранних лет выпуска. 20 марта 2020 года, в 7:45 по московскому времени, на станции «Парнас» состоялся пуск данной модели поезда в эксплуатацию с пассажирами на Московско-Петроградской линии.
В июле 2022 года появились сведения об обратной передаче всех шести поездов модели «Юбилейный» из депо ТЧ-6 «Выборгское» в место их изначальной приписки — ТЧ-5 «Невское». При этом на Московско-Петроградскую линию передаются вагоны, высвобождаемые с Фрунзенско-Приморской линии в связи с уменьшением количества вагонов в поездах на этой линии с восьми до семи, вызванным, по слухам в Сети, нехваткой запчастей, а по официальной версии, из-за падения пассажиропотока на этой линии в 2019—2022 гг., хотя ранее, в 2019 году, количество вагонов в поездах на этой линии было увеличено с шести до восьми как раз из-за увеличения пассажиропотока.
Обслуживающее Фрунзенско-Приморскую линию электродепо ТЧ-7 «Южное» с 2025 года — первой поставки на неё вагонов проекта «Балтиец», начнёт возвращаться к эксплуатации 8-вагонных составов.

### 81-722.1/723.1/724.1
Первый восьмивагонный состав прибыл в электродепо «Автово» в июле 2016 года. Эксплуатация начата в очередную годовщину Петербургского метрополитена, 15 ноября 2016 года, причём также неудачно — из-за поломки пассажирами дверного привода состав проработал чуть менее 12 часов. Впоследствии такие неисправности происходили достаточно часто (иногда даже по несколько раз в месяц), прерывая движение на большей части линии. 18 апреля 2018 года такой поезд из-за неисправности остановился на перегоне «Владимирская» — «Площадь Восстания» и простоял там около часа (с пассажирами), пока не был отбуксирован на станцию «Площадь Восстания» составом из вагонов Ем. В 2017 году дежурных по станциям Кировско-Выборгской линии обязали объявлять по громкой связи о прибытии поездов данного типа и ответственности пассажиров за поломку электропривода дверей.

### 81-722.3/723.3/724.3
Первый шестивагонный состав прибыл в электродепо «Невское» в июле 2017 года. Первый раз поезд вышел на линию для работы с пассажирами 22 августа 2017 года. К июню 2018 года поступили и были введены в пассажирскую эксплуатацию все 27 поездов данной модификации.

## В компьютерных играх
Модель воссоздана в дополнении (моде) «Metrostroi Subway Simulator» к игре «Garry's Mod» в Steam, функционирует в виде аддонов в Steam Workshop. Дополнение отличается от других компьютерных симуляторов поезда высокой реалистичностью.

### Официальные сайты
- 81-722/723/724. Официальный сайт производителя. Метровагонмаш. Дата обращения: 15 января 2025.
- 81-722/723/724. Официальный сайт компании. Трансмашхолдинг. Дата обращения: 28 февраля 2024.

### Фотогалереи и базы данных по приписке
- Список подвижного состава 81-722./723./724. (фотогалерея и данные приписки). TransPhoto. Дата обращения: 10 марта 2018.
- Список подвижного состава 81-722.1./723.1./724.1. производства Метровагонмаш (фотогалерея и данные приписки). TransPhoto. Дата обращения: 10 марта 2018.
- Список подвижного состава 81-722.1./723.1./724.1. производства ОЭВРЗ (фотогалерея и данные приписки). TransPhoto. Дата обращения: 10 марта 2018.
- Список подвижного состава 81-722.3./723.3./724.3. производства Метровагонмаш (фотогалерея и данные приписки). TransPhoto. Дата обращения: 10 марта 2018.
- Список подвижного состава 81-722.3./723.3./724.3. производства ОЭВРЗ (фотогалерея и данные приписки). TransPhoto. Дата обращения: 10 марта 2018.
- Группа моделей 81-722/723/724 «Юбилейный». (фотогалерея и данные приписки). Metro-Photo. Дата обращения: 30 декабря 2019.
- Фотогалерея 81-722/723/724./722.1/723.1/724.1./722.3/723.3/724.3. ГУП "Петербургский метрополитен" (vk.com). Дата обращения: 10 марта 2018.